# MU-31 (Spanje)

De MU-31

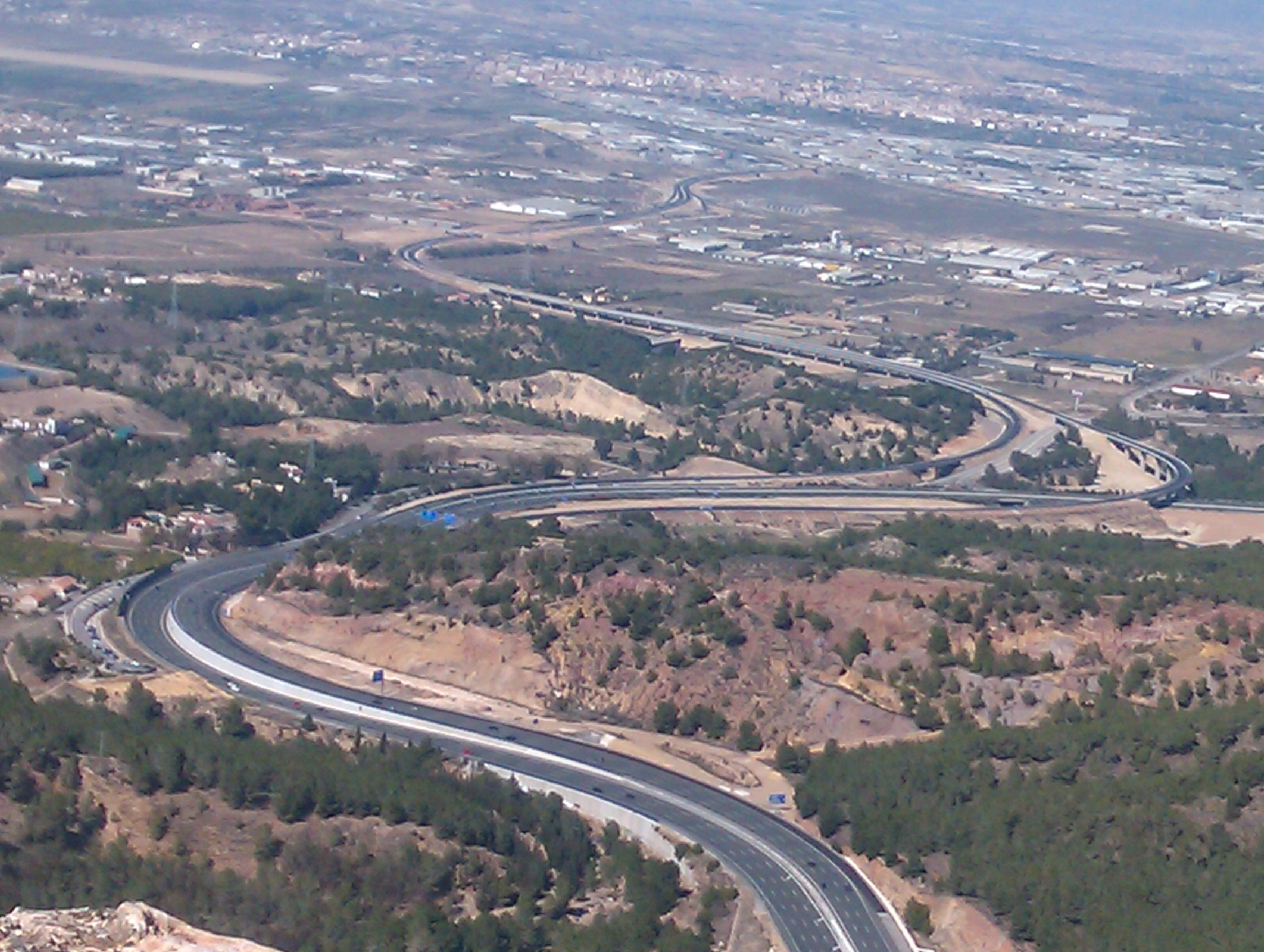
De MU-31

De MU-31 of Autovía Enlace Suroeste de Murcia is een autovía in Murcia. De snelweg is 5 kilometer lang en verbindt de MU-30 met de A-30.